# Asiatisk løve
Den asiatiske løve (latin: Panthera leo persica) er en underart af løve, som ikke lever vildt andre steder end i Gir Forest nationalpark i Gujarat, Indien.